# Градишче при Дивачи
Градишче при Дивачи (словен. Gradišče pri Divači, итал. Gradischie di San Canziano) је насељено место у општини Дивача, Обално-крашка регија, Словенија.

## Историја
До територијалне реорганизације у Словенији биле су у саставу старе општине Сежана.

## Становништво
У попису становништва из 2011. године, Градишче при Дивачи су имале 18 становника.
| Број становника према пописима | Број становника према пописима | Број становника према пописима |
| ------------------------------ | ------------------------------ | ------------------------------ |
| 1991                           | 2002                           | 2011                           |
| 25                             | 17                             | 18                             |

Напомена: До 1953. исказивано под именом Градишче.